# Jan Wroniszewski
Jan Wroniszewski (ur. 1956 w Łodzi) – polski historyk, profesor nauk humanistycznych, profesor Uniwersytetu Mikołaja Kopernika.
Studia historyczne ukończył w 1980. Doktorat obronił w 1990, a habilitację w 2002. Tytuł naukowy profesora uzyskał w 2014.
Specjalizuje się w historii średniowiecznej oraz naukach pomocniczych historii. Pełni funkcję kierownika Zakładu Nauk Pomocniczych Historii w Instytucie Historii i Archiwistyki UMK.
Członek Rady Redakcyjnej „Rocznika Polskiego Towarzystwa Heraldycznego”.

## Ważniejsze publikacje
- Ród Rawiczów. Warszowice i Grotowice (1992)
- Ród Rawiczów. Współrodowcy Warszowiców i Grotowiców (1994)
- Corpus Inscriptorum Poloniae, t. 9: Województwo olsztyńskie, z. I: Lubawa i okolice (wraz z Jarosławem Wentą; 1995)
- Szlachta ziemi sandomierskiej w średniowieczu. Zagadnienia społeczne i gospodarcze (2001)
- Historia 1 : podręcznik dla szkół ponadgimnazjalnych : zakres rozszerzony (wraz z Romanem Czają; 2012)
- Nobiles Sandomirienses: rody Dębnów, Janinów, Grzymałów, Doliwów i Powałów (2013)